# سکروتوم سلول‌های بنیادی
شابک ‎
سلول‌های بنیادی مزانشیمی مغز استخوان انسان، از سلول‌های مغز استخوان افراد اهدا کننده‌ای تهیه می‌شوند. این سلول‌ها درون فلاسک‌های حاوی محیط کشت DMEM (شرکت ایده زیست) به همراه ۱۵ درصد سرم جنین گاوی  (FBS, Gibco) و ۱۰۰ واحد بین‌المللی در میلی لیتر پنی‌سیلین و یک درصد استرپتومایسین (Gibco) در دمای ۳۷ درجه سانتی گراد و در غلظت ۵ درصد دی اکسید کربن کشت داده می‌شوند. محیط کشت فلاسک‌ها هر سه روز تعویض و پس از آنکه ۸۰ تا ۹۰ درصد کف فلاسک‌ها با سلول پر می‌شد سلول‌ها به نسبت۱ به ۳ پاساژ داده می‌شدند (۲۲). سرانجام پس از ۴ پاساژ سلولی که سلولهای مزانشیمی تخلیص شده و ازدیاد یافتند، از این سلول‌ها برای انجام مراحل بعدی تحقیق استفاده می‌شود.
تهیه محیط کشت بهینه از سلول‌های بنیادی مزانشیمی:
پس از آنکه سلولهای پاساژ ۴ حدود ۸۰ تا ۹۰ درصد کف فلاسک‌های ۷۵ سانتی‌متری را پر کردند، دو مرتبه با محلول فسفات بافر سالین (PBS) شستشو داده می‌شوند؛ سپس به هر فلاسک ۱۰ سانتیمتر مکعب محیط کشت DMEM فاقد سرم افزوده و به مدت ۴۸ ساعت انکوبه می‌شوند. پس از آن محیط کشت جمع آوری شده و به مدت ۵ دقیقه با دور ۵۰۰ سانتریفیوژ می‌شود، تا خرده‌های سلولی موجود در آن حذف شود. سرانجام محیط مربوطه توسط  دستگاه لایوفیلایزر (Christ Alpha1-2 LD plus, Germany) به میزان ۵۰ برابر تغلیظ شده، و تا  زمان استفاده در دمای منفی ۸۰ درجه سانتیگراد نگهداری می‌گردد (1)